# 博尼哈德区
博尼哈德区（匈牙利語：Bonyhádi járás），是匈牙利托尔瑙州的一个区，总面积476.77平方公里，总人口31,567人（2011年），人口密度66人/平方公里。中心城市为博尼哈德。

## 市镇
博尼哈德区包含两个城镇和23个村庄。